# Celebration (Uriah Heep)
Celebration è un album di raccolta del gruppo musicale britannico Uriah Heep, pubblicato nel 2009.

Si tratta della celebrazione dei 40 anni di carriera della rock band inglese con la rilettura dei loro cavalli di battaglia, registrati e riarrangiati per l'occasione con la formazione attuale.

## Tracce
1. Only Human
2. Bird of Prey (nuova versione)
3. Sunrise (nuova versione)
4. Stealin' (nuova versione)
5. Corridors of Madness
6. Between Two Worlds (nuova versione)
7. The Wizard (nuova versione)
8. Free Me (nuova versione)
9. Free and Easy (nuova versione)
10. Gypsy (nuova versione)
11. Look at Yourself (nuova versione)
12. July Morning (nuova versione)
13. Easy Livin' (nuova versione)
14. Lady in Black (nuova versione)

## Formazione
- Mick Box, chitarra, voce
- Trevor Bolder, basso, voce
- Phil Lanzon, tastiere, voce
- Bernie Shaw, voce
- Russell Gillbrook, batteria